# Theridion astrigerum
Theridion astrigerum là một loài nhện trong họ Theridiidae.
Loài này thuộc chi Theridion. Theridion astrigerum được Tord Tamerlan Teodor Thorell miêu tả năm 1895.